# Luciano Negrini
Luciano Negrini est un rameur italien, né le 22 juin 1920 à Venise et mort le 12 décembre 2012.

## Biographie

### Palmarès

#### Aviron aux Jeux olympiques
- 1936 à Berlin,  Allemagne
  -  Médaille d'argent en deux de pointe avec barreur[1]